# Chinchilla de Montearagón
Chinchilla de Montearagón ist eine spanische Kleinstadt und eine Gemeinde (municipio) mit 4.626 Einwohnern (Stand: 2024) im Zentrum der Provinz Albacete in der Autonomen Gemeinschaft Kastilien-La Mancha.

## Lage und Klima
Der ca. 900 m hoch gelegene Ort Chinchilla de Montearagón liegt knapp 270 km (Fahrtstrecke) südöstlich von Madrid und befindet sich in unmittelbarer Nachbarschaft zur deutlich jüngeren Provinzhauptstadt Albacete. Das Klima ist im Winter gemäßigt, im Sommer dagegen warm; der eher spärliche Regen (ca. 430 mm/Jahr) fällt – mit Ausnahme der eher trockenen Sommermonate – übers Jahr verteilt.

## Bevölkerungsentwicklung
| Jahr      | 1857  | 1900  | 1950  | 2000  | 2021  |
| Einwohner | 6.044 | 6.680 | 7.074 | 3.205 | 4.344 |

Infolge der zunehmenden Trockenheit sowie der Mechanisierung der Landwirtschaft, der Aufgabe bäuerlicher Kleinbetriebe und des daraus resultierenden geringeren Arbeitskräftebedarfs war die Zahl der Einwohner seit der Mitte des 20. Jahrhunderts stark rückläufig, doch nach der Jahrtausendwende führte die Nähe zum Großraum Albacete zu einem erneuten Aufschwung.

## Wirtschaft
Die Landwirtschaft, der Weinbau und auch die Milch- und Weidewirtschaft, spielten über Jahrhunderte die wichtigsten Rollen im auf Selbstversorgung ausgerichteten Wirtschaftsleben der Gemeinde. Im Ort selbst ließen sich Händler, Handwerker und Dienstleister aller Art nieder, die von den Bauern mitversorgt werden mussten – zu diesem Zweck gab es Straßenmärkte. Die Verbesserung der Infrastruktur in der zweiten Hälfte des 20. Jahrhunderts und die Anbindung an die Autovía A-30 und Autovía A-31 führten zu einer Erweiterung der Absatzmärkte.

## Geschichte

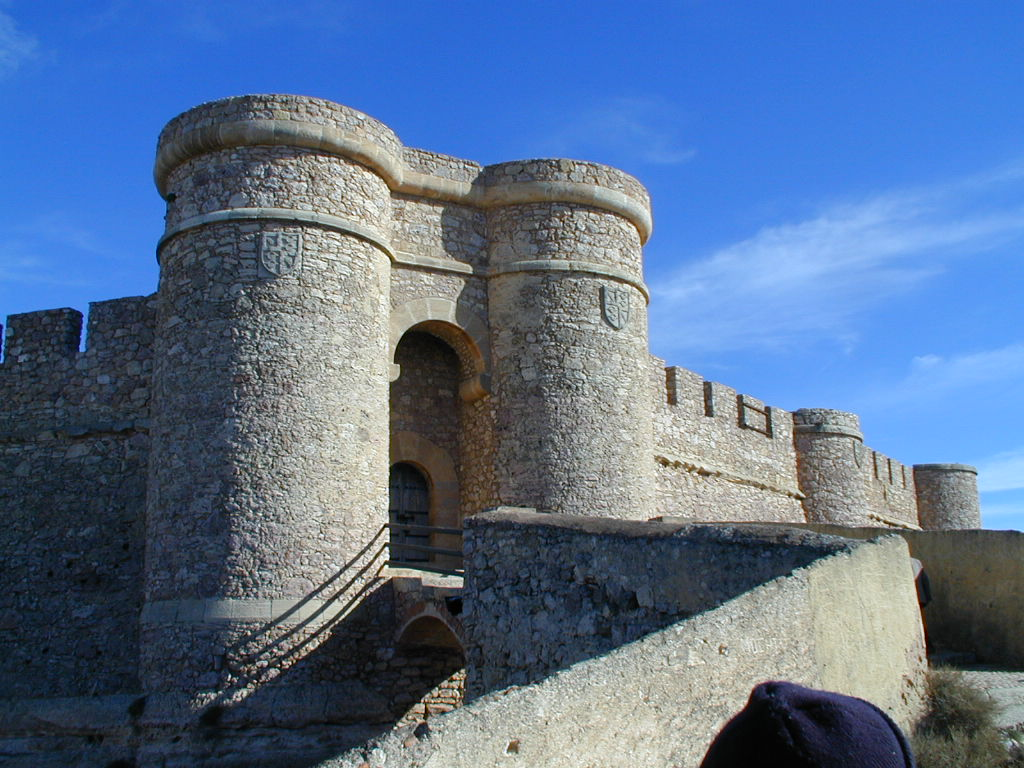
Castillo de Chinchilla

Eine lokale Überlieferung führt die Entstehung des Ortes auf den griechischen Halbgott Herkules zurück. In der Nähe der heutigen Stadt errichtete ein wohlhabender Iberer ein Mausoleum. In römischer Zeit hieß der Ort Saltigi und lag an der bedeutenden Militär- und Handelsstraße der Via Augusta. Im 8. Jahrhundert übernahmen arabisch-islamische Eroberer die Macht; doch erst in der Zeit des Kalifats von Córdoba (929–1031) erlangte die unter den Namen Ghenghalet, Yinyalá oder auch Sintinyala in verschiedenen zeitgenössischen Schriftstücken erwähnte Stadt eine gewisse Bedeutung. Im Jahr 1242 wurde sie von den vereinigten Heeren der Königreiche Kastilien und Aragón sowie des Calatrava- und Santiagoordens zurückerobert (reconquista). Im Vertrag von Alcaraz (1243) wurde der Gebietsverzicht des Emirs von Murcia festgelegt. Das Gebiet stand danach lange Zeit unter der Oberhoheit der Krone von Aragón; es blieb jedoch umstritten. Im Jahr 1422 gewährte der kastilische König Johann II. die Stadtrechte und Chinchilla wurde Hauptstadt der Region Mancha de Aragón. Seit dem Jahr 1445 gehörte das Gebiet zur neugeschaffenen Markgrafschaft von Villena, deren erster Amtsinhaber der königliche Ratgeber und Feldherr Juan Pacheco († 1474) war, der viele Bauten – darunter die Burg – umgestalten ließ. Offiziell schloss sich die Stadt im Jahr 1480 Kastilien an.

## Sehenswürdigkeiten

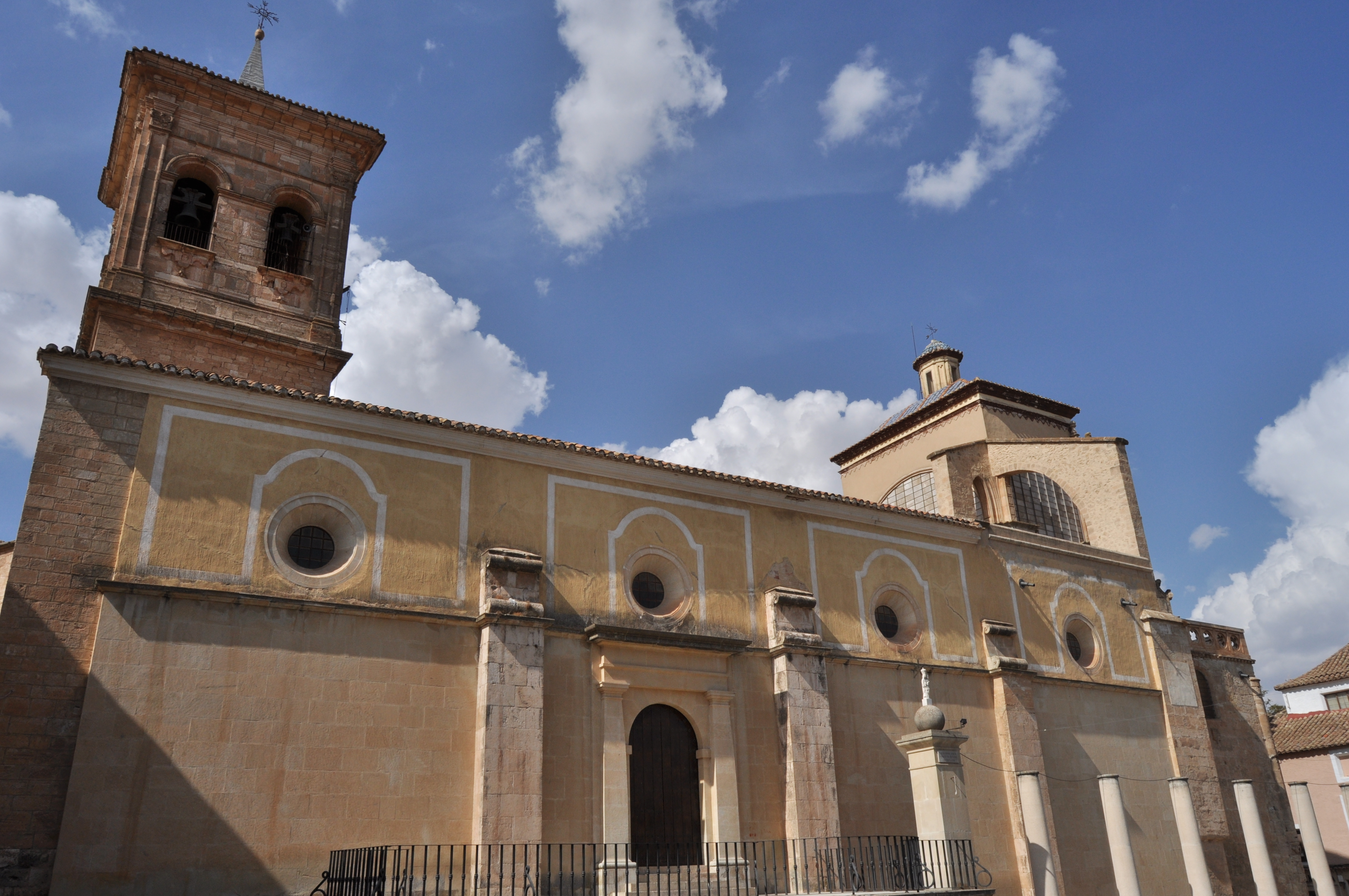
Kirche Santa María del Salvador

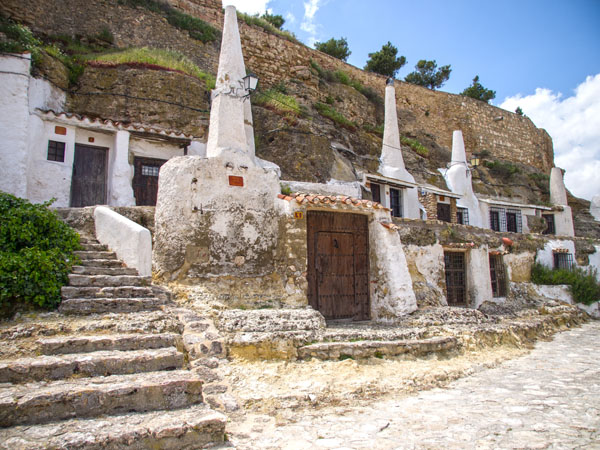
Felsenkeller (bodegas) mit Rauchabzügen

- Aus iberischer Zeit (5./6. Jahrhundert v. Chr.) stammt das von mehreren liegenden Löwenfiguren umgebene Mausoleum von Pozo Moro, das sich heute im Museo Arqueológico Nacional de España in Madrid befindet.[5]
- Von der während der Kalifatszeit aus Stampflehm (Mauern und Türme) bzw. aus Steinen (Tore) erbauten maurischen Stadtmauer (muralla) sind noch Teile erhalten.[6]
- Das Castillo de Chinchilla entstand im 14. Jahrhundert im Auftrag des Infanten Juan Manuel; im 15. Jahrhundert erwarb es Juan Pacheco und baute es um. Der von einem imposanten Torbau und zahlreichen halbrunden Wehrtürmen mit dazwischen liegenden Kurtinen umschlossene Kern der Burg ist von einem äußeren Mauerring mit dahinter befindlichem 6 m tiefen und bis zu 10 m breiten Wassergraben (foso) umgeben, der in den Fels hineingehauen wurde. Zu Beginn des 16. Jahrhunderts wurde Cesare Borgia einige Zeit hier gefangen gehalten. Vom 17. bis ins 20. Jahrhundert hinein diente die Burg als Gefängnis.[7]
- Mit dem Bau der Iglesia de Santa María del Salvador wurde im frühen 14. Jahrhundert begonnen; wenig später entstand das Hauptportal mit den Statuen der Gottesmutter Maria sowie von Petrus und Paulus. Der Außenbau der Kirche wurde erst im 15. und 16. Jahrhundert fertiggestellt und umfasst somit spätgotische wie Renaissance-Elemente; das Innere wurde in den 1720er Jahren barockisiert, später jedoch in einem neoklassizistischen Stil umgestaltet. Zur Ausstattung gehört ein bedeutendes Tafelgemälde eines unbekannten Meisters aus dem 16. Jahrhundert mit der biblischen Szene des Noli me tangere.[8]
- Der im 14. Jahrhundert am Stadtrand erbaute Dominikaner-Konvent ist ein eher unspektakuläres Bauensemble.
- Das Rathaus (Casa Consistorial) entstand im 16./17. Jahrhundert. Die wappengeschmückte Barockfassade mit ihrem breiten Balkon wurde dem Bau im 18. Jahrhundert vorgeblendet.
- Das im Jahr 1980 gegründete Museo de Cerámica Nacional widmet sich vorwiegend der neueren Keramikkunst in Spanien.[9]

Umgebung
- Sehenswert sind auch die in den Fels hineingehauen und teilweise im mit Rauchabzügen versehenen Kellergewölbe (bodegas).
- Die Finca de los Aljibes ist das größte der modernen Weingüter.[10]

## Sonstiges
Im Jahr 2003 starben beim Eisenbahnunfall von Chinchilla 19 Menschen.